# Bitschwiller-lès-Thann

Bitschwiller-lès-Thann este o comună în departamentul Haut-Rhin din estul Franței. În 2009 avea o populație de 2.073 de locuitori.

## Evoluția populației
| An        | 1975  | 1982  | 1990  | 1999  | 2006  | 2009  |
| --------- | ----- | ----- | ----- | ----- | ----- | ----- |
| Populație | 2.117 | 1.922 | 2.052 | 2.123 | 2.149 | 2.073 |